# Dodd-Nunatak (Prinzessin-Elisabeth-Land)
Der Dodd-Nunatak ist ein Nunatak an der Ingrid-Christensen-Küste des ostantarktischen Prinzessin-Elisabeth-Lands. Er ragt westlich der Steinane im Publications-Schelfeis auf.
Vorgeblich nahmen russische Wissenschaftler die Benennung vor. Der weitere Benennungshintergrund ist nicht überliefert.